# توبا، میه
توبا در استان میه در کشور ژاپن واقع شده‌است که دارای جمعیت ۲۲٬۲۸۶ نفر و مساحت ۱۰۷٫۹۸ کیلومتر مربع با تراکم جمعیت ۲۰۶ نفر در کیلومترمربع است و در تاریخ ۱ نوامبر ۱۹۵۴ به عنوان شهر شناخته شد.